# Brassaiopsis trilobata
Brassaiopsis trilobata là một loài thực vật có hoa trong Họ Cuồng cuồng. Loài này được Merr. mô tả khoa học đầu tiên năm 1941.